# ماسیمو جیروتی
ماسیمو جیروتی (ایتالیایی: Massimo Girotti; ۱۸ مهٔ ۱۹۱۸ – ۵ ژانویهٔ ۲۰۰۳) یک هنرپیشه اهل ایتالیا بود.
از فیلم‌هایی که در آن نقش داشته می‌توان به آخرین تانگو در پاریس، احساس، مده‌آ، ساحره‌ها، الهه عشق، ده فرمان و آقای کلاین اشاره کرد.

## گزیده فیلم‌شناسی
- دورا نلسون (۱۹۳۹)
- وسوسه (۱۹۴۳)
- هارلم (۱۹۴۳)
- ده فرمان (۱۹۴۵)
- شکار غم‌انگیز (۱۹۴۷)
- فابیولا (۱۹۴۹)
- پشت پرده (۱۹۵۱)
- رم ساعت ۱۱:۰۰ (۱۹۵۲)
- احساس (۱۹۵۴)
- الهه عشق (۱۹۵۷)
- مده‌آ (۱۹۶۹)
- چادر قرمز (۱۹۶۹)
- ساحره‌ها (۱۹۶۷)
- آخرین تانگو در پاریس (۱۹۷۲)
- مرگ مشکوک یک دختر کم سن‌وسال (۱۹۷۵)
- آقای کلاین (۱۹۷۶)
- بی‌گناه (۱۹۷۶)
- هیولا (۱۹۹۴)